# 可倫坡國家博物館
科伦坡国家博物馆（英語：National Museum of Colombo）是斯里兰卡最大的博物馆，博物馆內藏有康提君主的王位和王冠等展品。該博物館始建于1877年1月1日，创始人為時任英國駐錫蘭總督威廉·亨利·格雷戈里。 